# Harpactea parthica
Harpactea parthica är en spindelart som beskrevs av Brignoli 1980. Harpactea parthica ingår i släktet Harpactea och familjen ringögonspindlar. Inga underarter finns listade i Catalogue of Life.